# Gare d'Ayerbe
La gare d'Ayerbe est une gare desservant la ville d'Ayerbe, située au point kilométrique 99,154 sur la ligne reliant Saragosse à Canfranc, en Aragon. Elle est inaugurée en 1893, lorsque le tronçon Huesca - Jaca de la ligne est mis en service. 